# Antlia-Galaxienhaufen

Ausschnitt aus dem Galaxienhaufen

Der Antlia-Galaxienhaufen  oder Antlia-Cluster ist ein Galaxienhaufen am südlichen Sternhimmel. Er liegt in Richtung des Sternbildes Luftpumpe, dessen Fachbezeichnung Antlia namensgebend ist. Im Abell-Katalog ist der Galaxienhaufen als Abell S0636 erfasst.

## Daten
Der Abstand von unserer Milchstraße beträgt rund 42,7 Megaparsec, das heißt etwa 140 Millionen Lichtjahre. Unter den mitgliederstärkeren Galaxienhaufen handelt es sich nach dem Virgo- und Fornax-Galaxienhaufen um den drittnächsten. Der Durchmesser des Haufens liegt bei 2 Millionen Lichtjahren, seine Radialgeschwindigkeit bei ungefähr 2900 km/s, nach anderen Angaben bei 3119 ± 23 km/s.
Der Antlia-Galaxienhaufen gehört zum Hydra-Centaurus-Superhaufen.

## Galaxien
Der Antlia-Galaxienhaufen enthält ca. 230 Galaxien. Elliptische Zwerggalaxien stellen den am häufigsten vertretenen Galaxientyp dar. Die hellsten Mitglieder sind NGC 3268 und NGC 3258.